# 阿爾科 (明尼蘇達州)
阿爾科（英語：Arco）是一個位於美國明尼蘇達州林肯縣的城市。

## 人口
根據2020年美國人口普查的數據，阿爾科的面積為0.93平方千米，當中陸地面積為0.75平方千米，而水域面積為0.18平方千米。當地共有人口87人，而人口密度為每平方千米94人。